# Dennis Clarke
Dennis Clarke (sinh ngày 18 tháng 1 năm 1948 ở Stockton-on-Tees, County Durham) là một cựu cầu thủ bóng đá người Anh thi đấu ở vị trí hậu vệ cho West Bromwich Albion, Huddersfield Town và Birmingham City ở Football League.
Ông là cầu thủ thay người đầu tiên được sử dụng trong một trận Chung kết Cúp FA, trong Chung kết Cúp FA 1968 cho West Bromwich Albion trước Everton, khi ông thay cho John Kaye bị chấn thương.

## Danh hiệu
- West Bromwich Albion
  - Cúp FA 1968
  - Football League Cup 1966